# Plasmoïde
Pour les plasmoïdes de KDE, voir Plasma (KDE).

Plasmoïde naturel produit dans la magnétosphère terrestre.

Un plasmoïde est une structure autoconfinée constituée d'un plasma et d'un champ magnétique qui en assure la cohésion. Les plasmoïdes ont été proposés pour expliquer divers phénomènes naturels comme la foudre en boule, les bulles magnétiques dans la magnétosphère ainsi que certains objets présents dans les queues de comètes, dans le vent solaire,, dans l'atmosphère du Soleil et dans la nappe de courant héliosphérique. Des plasmoïdes sont produits en laboratoire par divers dispositifs, comme les configurations à champ inverse (Field-Reversed Configurations), les sphéromaks et les focalisateurs de plasma dense.

## Origine du mot
Le mot plasmoïde (plasmoid en anglais) a été créé en 1956 par Winston Bostick (1916-1991) pour désigner une « entité plasma-magnétique » :

« Le plasma est émis, non comme une goutte informe, mais sous la forme d'un tore. Nous prendrons la liberté d'appeler cette structure toroïdale un plasmoïde, mot qui signifie entité plasma-magnétique. Le mot plasmoïde sera utilisé comme terme générique pour toutes les entités plasma-magnétiques. »

## Caractéristiques des plasmoïdes
Bostick présente ainsi les plasmoïdes :

« Les plasmoïdes se présentent comme des cylindres de plasma allongés dans la direction du champ magnétique. Les plasmoïdes possèdent un moment magnétique mesurable, une vitesse de déplacement mesurable, un champ électrique transverse et une taille mesurable. Les plasmoïdes peuvent interagir entre eux, apparemment en se réfléchissant mutuellement. On peut aussi faire s'incurver leurs orbites l'une vers l'autre. On peut faire spiraler des plasmoïdes jusqu'à leur arrêt complet en les projetant dans un gaz à une pression proche de 10−3 mmHg. On peut également faire éclater mutuellement des plasmoïdes en morceaux. Il existe peu de preuves pour appuyer l'hypothèse qu'ils puissent se scinder et posséder un mouvement de rotation. »

## Applications en astrophysique
Bostick prolonge sa démarche en appliquant sa théorie des plasmoïdes aux phénomènes astrophysiques. Dans une publication de 1958, il applique les lois d'échelle en physique des plasmas à des paires de plasmoïdes projetés par un canon à plasma (un dispositif « dense plasma focus »), qui interagissent de façon à simuler un modèle de galaxie en formation,.